# Кухандійор
Кухандійо́р (тадж. Куҳандиёр) — село у складі Хатлонської області Таджикистану. Входить до складу Ватанського джамоату Фархорського району.
Назва означає древній край. Колишня назва Саксанохор, сучасна назва — з 29 березня 2012 року.
Населення — 3413 особи (2010; 3455 в 2009, 1420 в 1981).
Національний склад станом на 1981 рік — таджики.